# Neoglochina
Neoglochina is een ondergeslacht van het geslacht van insecten Dicranomyia binnen de familie steltmuggen (Limoniidae).

## Soorten
- D. (Neoglochina) aurigena (Alexander, 1944)
- D. (Neoglochina) capnora (Alexander, 1921)
- D. (Neoglochina) curraniana (Alexander, 1944)
- D. (Neoglochina) esau (Alexander, 1947)
- D. (Neoglochina) felix (Alexander, 1950)
- D. (Neoglochina) fumosa (Alexander, 1912)
- D. (Neoglochina) grossa (Alexander, 1938)
- D. (Neoglochina) imperturbata (Alexander, 1951)
- D. (Neoglochina) infucata (Alexander, 1927)
- D. (Neoglochina) ingens (Alexander, 1945)
- D. (Neoglochina) insulicola (Oosterbroek, 2009)
- D. (Neoglochina) leucoscelis (Alexander, 1950)
- D. (Neoglochina) limbinervis (Alexander, 1941)
- D. (Neoglochina) lutzi (Alexander, 1912)
- D. (Neoglochina) mesotricha (Alexander, 1944)
- D. (Neoglochina) moniligera (Alexander, 1967)
- D. (Neoglochina) multisignata (Alexander, 1936)
- D. (Neoglochina) pernobilis (Alexander, 1941)
- D. (Neoglochina) praeclara (Alexander, 1928)
- D. (Neoglochina) sciasma (Alexander, 1950)
- D. (Neoglochina) trialbocincta (Alexander, 1941)